# Herzogtum Cosel
Das Herzogtum Cosel (polnisch Księstwo kozielskie; tschechisch Koselské knížectví) war ab 1281 ein Teil des Herzogtums Beuthen und ab 1286 ein selbständiges Herzogtum. Es wurde bis 1355 von Herzögen aus der Oppelner Linie, danach bis 1492 von Herzögen aus dem Oelser Zweig der Glogauer Linie der Schlesischen Piasten regiert. Residenzort war die gleichnamige Stadt Cosel (heute in der polnischen Woiwodschaft Oppeln).

## Geschichte
Das Herzogtum Cosel entstand 1281 als Folge der Teilung des Herzogtums Ratibor-Oppeln nach dem Tod des Herzogs Wladislaus I. Die Gebiete von Beuthen und Cosel erhielt dessen zweitgeborener Sohn Kasimir II. von Beuthen, der sich ab 1286 auch Herzog von Cosel nannte. Er wandte sich schon zu Beginn seiner Regentschaft politisch Böhmen zu und huldigte als erster schlesischer Herzog bereits am 10. Januar 1289 in Prag freiwillig dem böhmischen König Wenzel II. Gleichzeitig übernahm er mit Zustimmung seiner Söhne sein Land als ein Lehen der Krone Böhmen. Noch zu Kasimirs Lebzeiten urkundete dessen zweitgeborener Sohn Wladislaus († 1351/52) als Herzog von Cosel. Nach dem Tod seines Vaters 1312 vereinte Wladislaus Cosel zunächst wieder mit Beuthen, übertrug es jedoch später seinem Sohn Kasimir III. († 1347), der als Herzog von Cosel amtierte. Ihm folgte sein Bruder Boleslaus († 1355) von Beuthen, der beide Teile neuerlich vereinte.
Anschließend kam es zu einem jahrelangen Streit zwischen den Oelser und den Teschener Herzögen um das Beuthen-Coseler Erbe, das als erledigtes Lehen an die Krone Böhmen heimgefallen war. Trotzdem erhoben die vier Vertreter der Oppelner Hauptlinie Kasimir I. von Teschen, Johann I. von Auschwitz († 1370/72), Boleslaus II von Oppeln und Bolko  I. von Falkenberg, dessen Sohn Wenzel mit Boleslaus Tochter Euphemia († 1411) verlobt war, Erbansprüche auf das heimgefallene Herzogtum. Auch Konrad I. († 1366) von Oels, der seit 1328/29 mit Euphemia († 1376/78), einer Tochter des Herzogs Wladislaus von Beuthen und Cosel verheiratet war, meldete Ansprüche an.
Am 10. Oktober 1355 sprach ein Schiedsgericht unter Vorsitz des böhmischen Landesherrn Karl IV. das Herzogtum Cosel dem Oelser Herzog Konrad I. zu. Der Erbstreit um das Herzogtum Beuthen wurde erst nach dem Tod des Herzogs Konrad I. von Oels, der 1366 starb, 1369 beigelegt. 

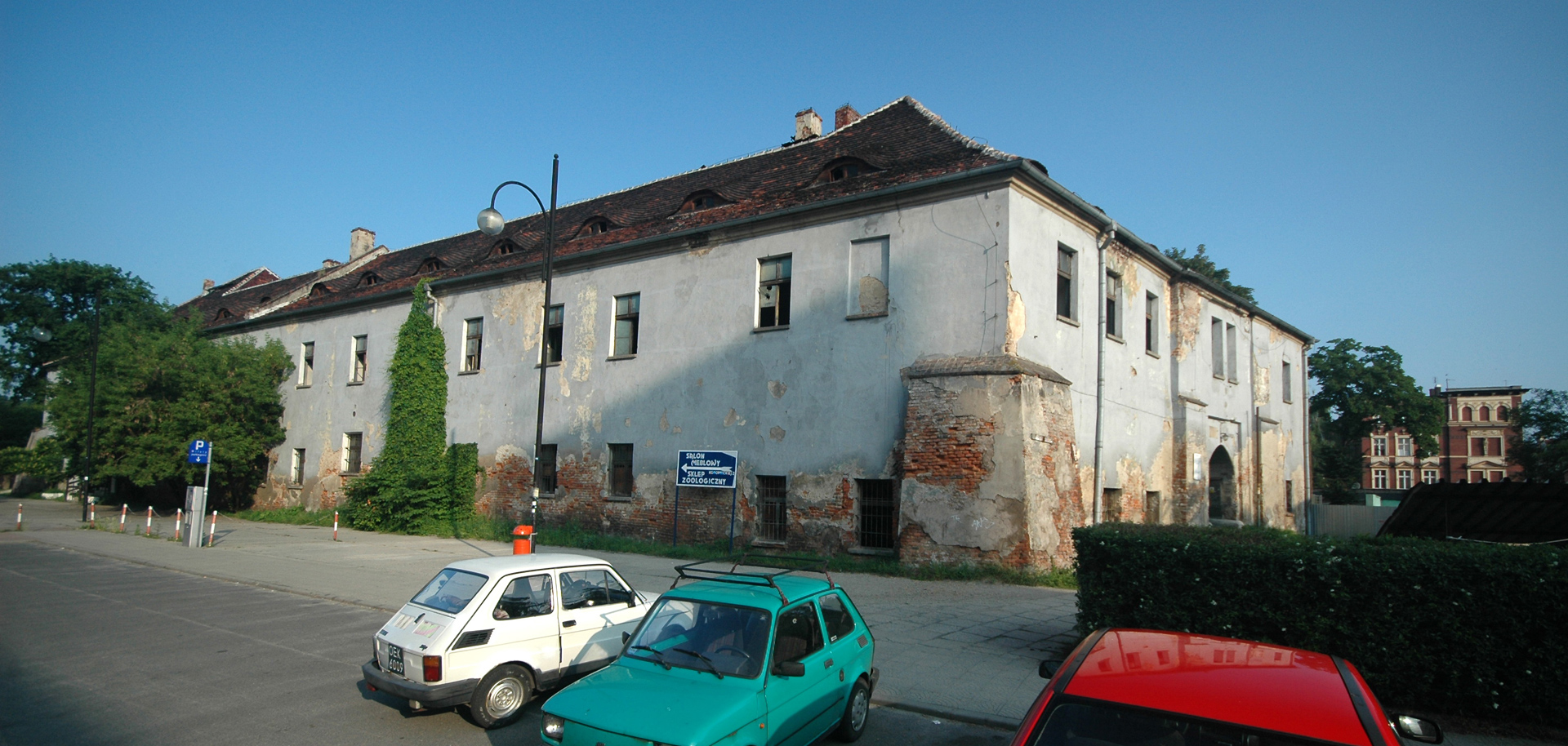
Schloss Cosel

1489 eroberte König Matthias Corvinus Cosel. Nach dessen Tod 1490 wurde Cosel dem rechtmäßigen Erben Konrad X. „dem jungen Weißen“ zurückgegeben. Da mit ihm 1492 die Oelser Linie der Glogauer Piasten erlosch, fiel Cosel wiederum als erledigtes Lehen an die Krone Böhmen. König Vladislav II. verkaufte es 1509 dem Herzog Johann II., der es mit seinem Oppelner Herzogtum verband. Da er der letzte seines Stammes war, fiel Cosel zusammen mit Oppeln nach Johanns Tod 1532 neuerlich an die Krone Böhmen.

## Herzöge von Cosel
- um 1286–1312 Kasimir II. (Oppeln-Beuthen)
- vor 1312–1334 Wladislaus (Beuthen-Cosel)
- 1334–1336 Lestko (Ratibor)
- 1336–1342/47 Kasimir III. (Cosel)
- 1342/47–1354/55 Boleslaus (Beuthen-Cosel)
- 1354/55–1357 Erbstreit, danach Cosel an Oels
- 1357–1366 Konrad I. von Oels
- 1366–1403 Konrad II.von Oels
- 1403–1412 Konrad III. von Oels
- 1412–1439 Konrad V. „Kanthner“ von Oels
- 1439–1450 Konrad VII. „der alte Weiße“ von Oels (abgesetzt)
- 1450–1452 Konrad IX. „der Schwarze“ von Oels gemeinsam mit Konrad X. „der junge Weiße“ von Oels
- 1452–1471 Konrad IX. „der Schwarze“ von Oels
- 1471–1489 Konrad X. „der junge Weiße“ von Oels
- 1489–1490 Matthias Corvinus
- 1490–1492 Konrad X. „der junge Weiße“ von Oels; mit ihm erlosch der Oelser Zweig der Glogauer Linie der Schlesischen Piasten. n